# Berlaar

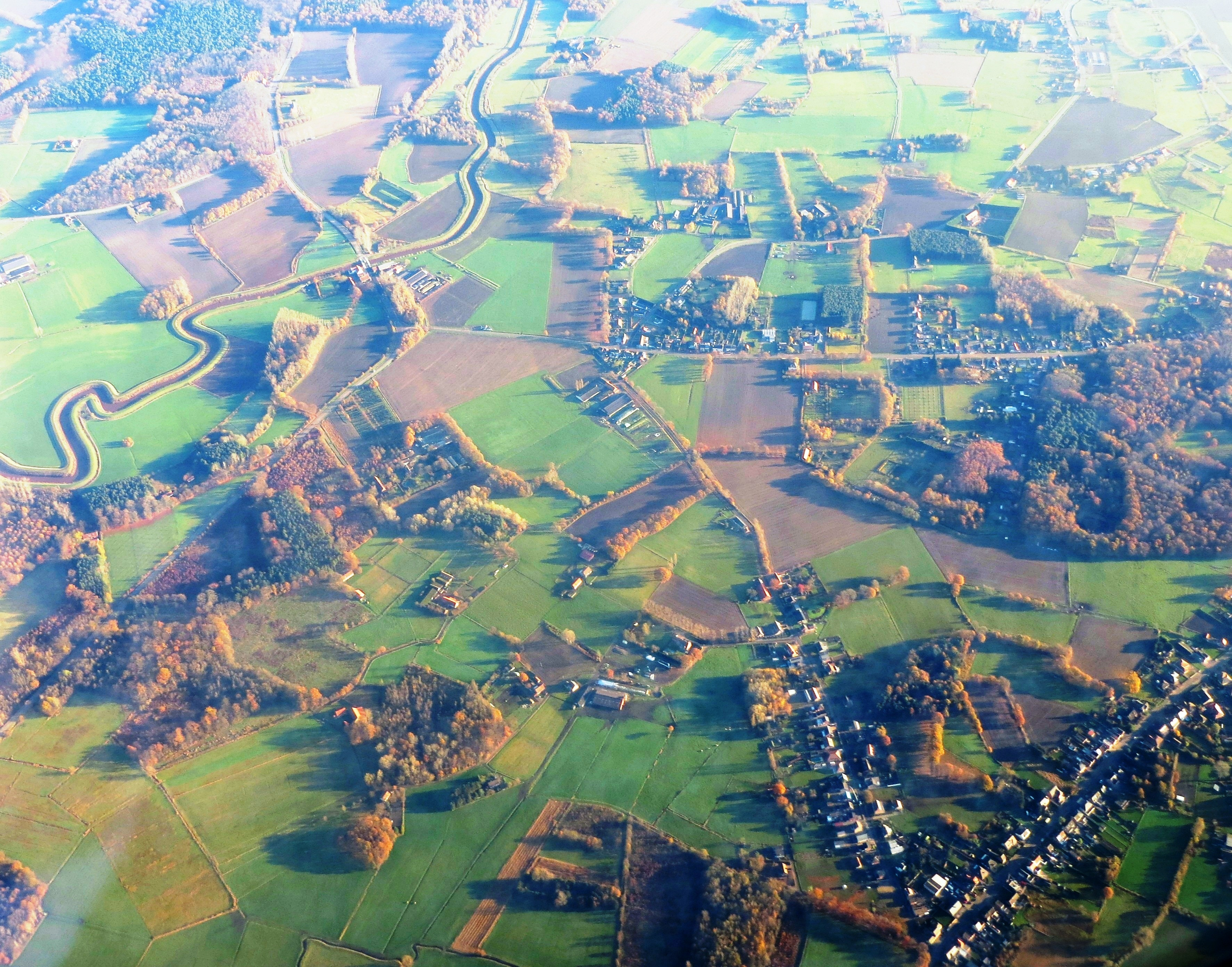
Berlaar en de rivier de Grote Nete

Berlaar is een plaats en gemeente in de provincie Antwerpen. De gemeente telt ruim 12.000 inwoners, die Berlaarnaars genoemd worden. In het plaatselijk dialect wordt de plaats als Balder uitgesproken. De gemeente behoort tot het gerechtelijk kanton  en het kieskanton Lier.

## Geschiedenis

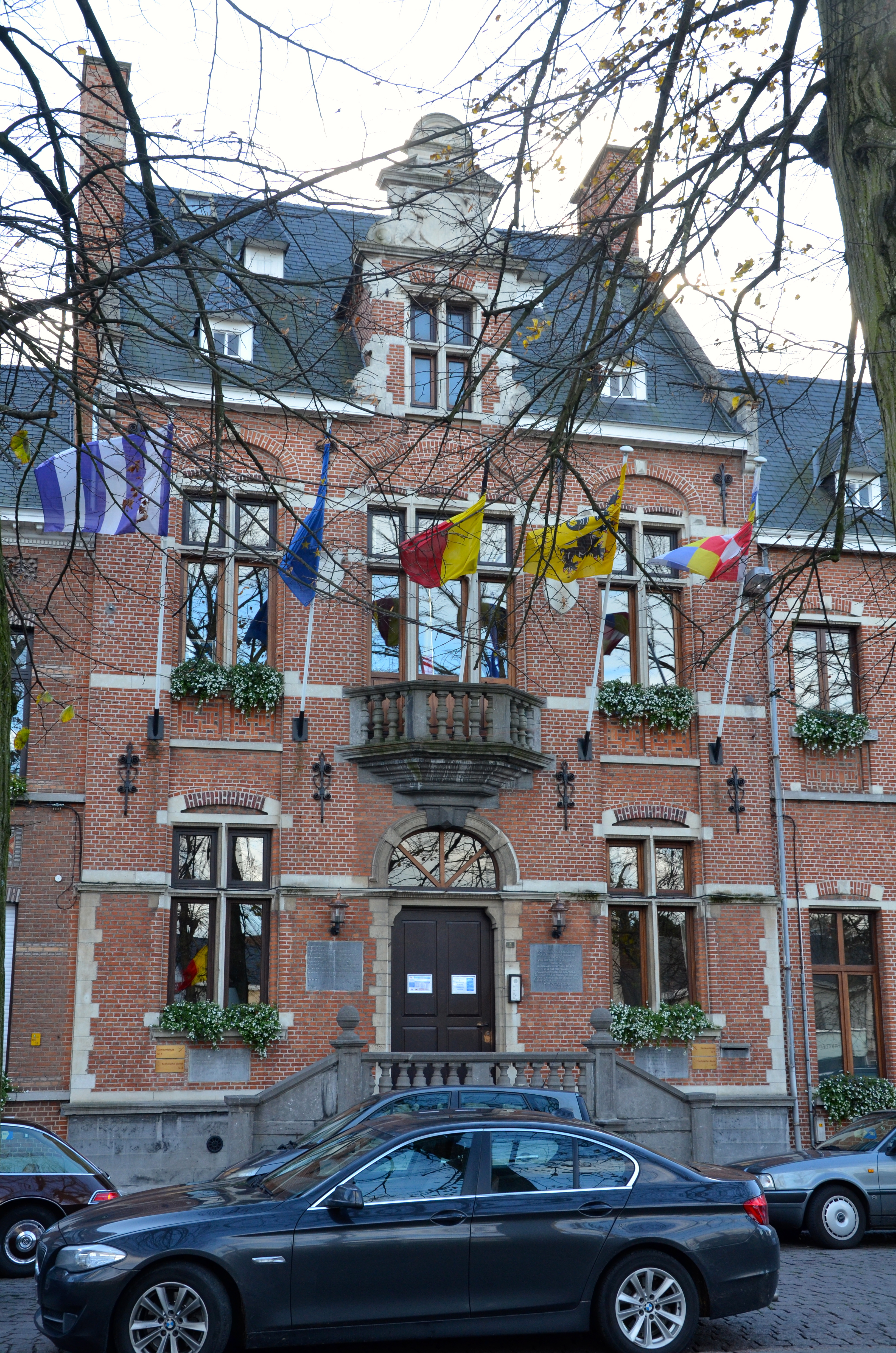
Gemeentehuis

In de oudste gekende vermelding wordt het dorp Berlaer genoemd, een schrijfwijze die doorheen de geschiedenis afwisselde met Berlar, Ballaer, Ballaert en Balaer. Het was in het bezit van de heren van Mechelen en Grimbergen, de familie Berthout.
De oudste sporen van menselijke aanwezigheid worden geleverd door overblijfselen uit de Ahrenburgcultuur (8000 v Chr ). Het is ook vrij logisch dat op de noordrand van het Kolenwoud en aan de rand van de moerassige Netegronden vrij vlug landbouwnederzettingen gegroeid zijn. Een deel van het dorp werd door Egidius I, bijgenaamd Met-de-Baard, afgestaan aan het cisterciënzerklooster van Roosendaal te Walem. Het afgestane deel werd pas terug deel van Brabant bij de dood van Margaretha van York in 1503.
De huidige gemeente Berlaar is ontstaan op 1 januari 1965 uit de fusie van de kerngemeente Berlaar (met woonkern Berlaar-Heikant) met de toen opgeheven gemeente Gestel. Tegelijkertijd werden er kleine gebiedsdelen van Berlaar afgestaan aan de gemeenten Putte en Kessel.

## Geografie

### Deelgemeenten
| # | Naam    | Opp. (km²) | Inwoners (2020) | Inwoners per km² | NIS-code |
| - | ------- | ---------- | --------------- | ---------------- | -------- |
| 1 | Berlaar | 22,03      | 11.485          | 521              | 12002A   |
| 2 | Gestel  | 2,48       | 165             | 66,4             | 12002A1  |

### Kernen
In de gemeente ligt naast Berlaar met het station Berlaar zelf nog de deelgemeente Gestel. De kleine dorpskern van Gestel ligt ten noordoosten van Berlaar-centrum, aan de Grote Nete en in het zuiden ligt het grote gehucht Heikant. In het plaatselijk dialect wordt dit gehucht als "Balder-Hei" uitgesproken. En wordt soms ook kortweg aangeduid als 'de-Hei'. Ook is er nog een kleiner gehucht ten zuidoosten van het centrum genaamd Melkouwen met een eigen station Melkouwen.

## Demografie

### Demografische evolutie deelgemeente voor de fusie
- Bronnen:NIS, Opm:1806 tot en met 1970=volkstellingen, 1976= inwonersaantal op 31 december

### Demografische ontwikkeling van de fusiegemeente
Alle historische gegevens hebben betrekking op de huidige gemeente, inclusief deelgemeenten, zoals ontstaan na de fusie van 1 januari 1977.
- Bronnen:NIS, Opm:1806 tot en met 1981=volkstellingen; 1990 en later= inwonertal op 1 januari

| Inwoners van jaar tot jaar op 1 januari 1992 tot heden | Inwoners van jaar tot jaar op 1 januari 1992 tot heden | Inwoners van jaar tot jaar op 1 januari 1992 tot heden |
| jaar                                                   | Aantal                                                 | Evolutie: 1992=index 100                               |
| ------------------------------------------------------ | ------------------------------------------------------ | ------------------------------------------------------ |
| 1992                                                   | 9.759                                                  | 100,0                                                  |
| 1993                                                   | 9.792                                                  | 100,3                                                  |
| 1994                                                   | 9.825                                                  | 100,7                                                  |
| 1995                                                   | 9.829                                                  | 100,7                                                  |
| 1996                                                   | 9.865                                                  | 101,1                                                  |
| 1997                                                   | 9.887                                                  | 101,3                                                  |
| 1998                                                   | 10.041                                                 | 102,9                                                  |
| 1999                                                   | 10.060                                                 | 103,1                                                  |
| 2000                                                   | 10.150                                                 | 104,0                                                  |
| 2001                                                   | 10.169                                                 | 104,2                                                  |
| 2002                                                   | 10.242                                                 | 104,9                                                  |
| 2003                                                   | 10.286                                                 | 105,4                                                  |
| 2004                                                   | 10.345                                                 | 106,0                                                  |
| 2005                                                   | 10.438                                                 | 107,0                                                  |
| 2006                                                   | 10.612                                                 | 108,7                                                  |
| 2007                                                   | 10.668                                                 | 109,3                                                  |
| 2008                                                   | 10.730                                                 | 109,9                                                  |
| 2009                                                   | 10.817                                                 | 110,8                                                  |
| 2010                                                   | 10.889                                                 | 111,6                                                  |
| 2011                                                   | 10.891                                                 | 111,6                                                  |
| 2012                                                   | 10.960                                                 | 112,3                                                  |
| 2013                                                   | 11.013                                                 | 112,8                                                  |
| 2014                                                   | 11.034                                                 | 113,1                                                  |
| 2015                                                   | 11.174                                                 | 114,5                                                  |
| 2016                                                   | 11.203                                                 | 114,8                                                  |
| 2017                                                   | 11.385                                                 | 116,7                                                  |
| 2018                                                   | 11.507                                                 | 117,9                                                  |
| 2019                                                   | 11.527                                                 | 118,1                                                  |
| 2020                                                   | 11.656                                                 | 119,4                                                  |
| 2021                                                   | 11.710                                                 | 120,0                                                  |
| 2022                                                   | 11.730                                                 | 120,2                                                  |
| 2023                                                   | 11.949                                                 | 122,4                                                  |
| 2024                                                   | 12.061                                                 | 123,6                                                  |
| 2025                                                   | 12.115                                                 | 124,1                                                  |

## Bezienswaardigheden

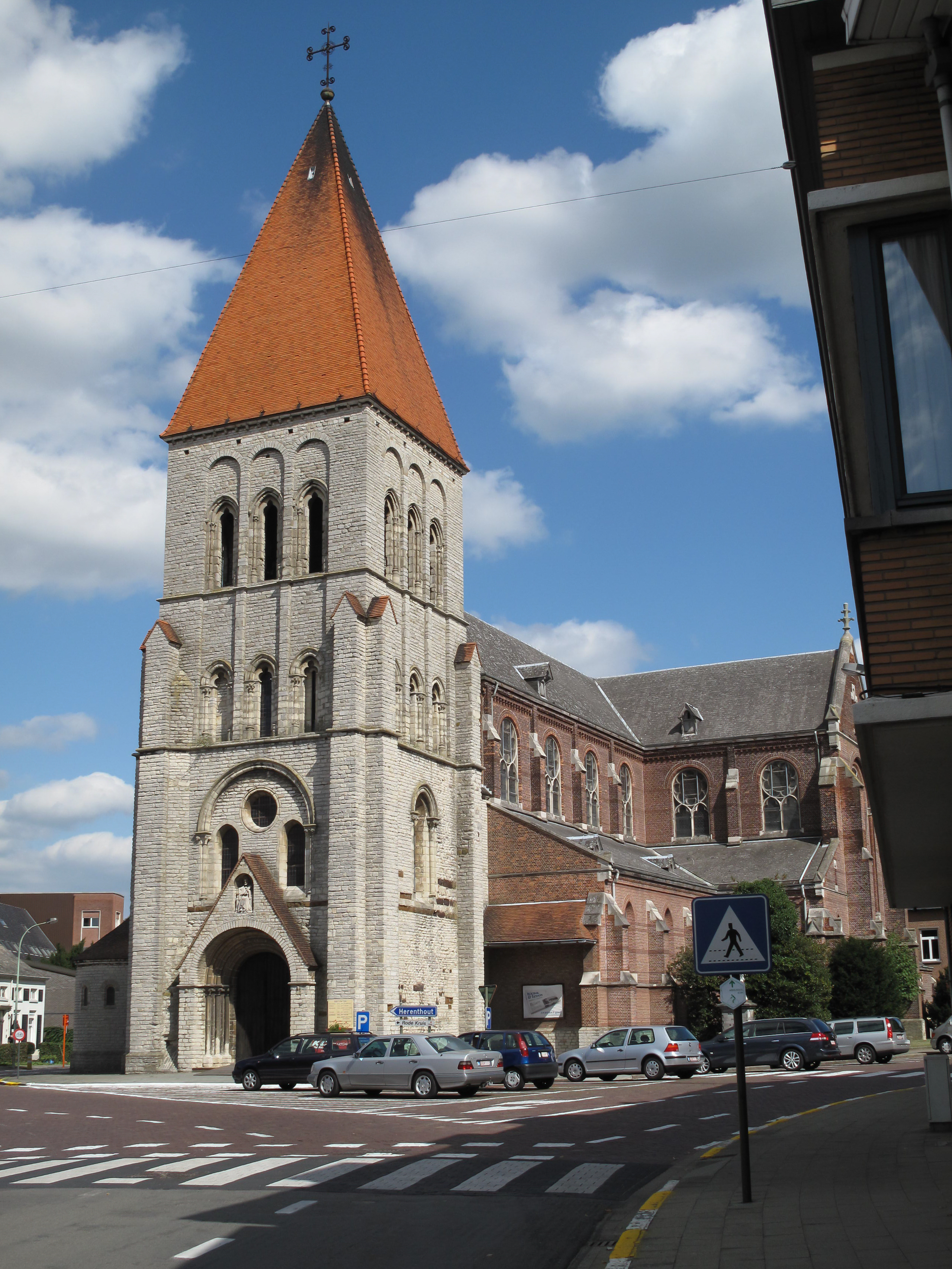
Sint-Pieterskerk

- De Hoeve Hooghuys, aan Hemelshoek, een zeventiende-eeuws kasteeltje, met delen die uit de middeleeuwen dateren.
- De Schandpaal van 1779, gerestaureerd in 1897 [3]
- De Sint-Pieterskerk aan de Markt
- De Onbevlekt Hart van Mariakerk aan de Misstraat
- Het Kasteel Berlaarhof aan de Pastorijstraat

## Natuur en landschap
Berlaar ligt in de Antwerpse Kempen op een hoogte van 5-15 meter. Berlaar ligt aan de Grote Nete.

## Politiek

### Structuur
| Berlaar          | Berlaar          | Supranationaal         | Nationaal                         | Nationaal           | Gemeenschap         | Gewest              | Provincie           | Arrondissement    | Provinciedistrict | Kanton          | Gemeente        |
| ---------------- | ---------------- | ---------------------- | --------------------------------- | ------------------- | ------------------- | ------------------- | ------------------- | ----------------- | ----------------- | --------------- | --------------- |
| Administratief   | Niveau           | Europese Unie          | België                            | België              | Vlaanderen          | Vlaanderen          | Antwerpen           | Mechelen          | Mechelen          | Mechelen        | Berlaar         |
| Administratief   | Bestuur          | Europese Commissie     | Belgische regering                | Belgische regering  | Vlaamse regering    | Vlaamse regering    | Deputatie           | Deputatie         | Deputatie         | Deputatie       | Gemeentebestuur |
| Administratief   | Raad             | Europees Parlement     | Kamer van volksvertegenwoordigers | Vlaams Parlement    | Vlaams Parlement    | Vlaams Parlement    | Provincieraad       | Provincieraad     | Provincieraad     | Provincieraad   | Gemeenteraad    |
| Kiesomschrijving | Kiesomschrijving | Nederlands Kiescollege | Kieskring Antwerpen               | Kieskring Antwerpen | Kieskring Antwerpen | Kieskring Antwerpen | Kieskring Antwerpen | Mechelen-Turnhout | Lier              | Lier            | Berlaar         |
| Verkiezing       | Verkiezing       | Europese               | Federale                          | Federale            | Vlaamse             | Vlaamse             | Provincieraads-     | Provincieraads-   | Provincieraads-   | Provincieraads- | Gemeenteraads-  |

### Geschiedenis

#### (Voormalige) burgemeesters
| Periode | Periode      | Burgemeester                     |
| ------- | ------------ | -------------------------------- |
|         | 1800 - 1806  | Jan Baptist Caeymaex             |
|         | 1806 - 1807  | Frans Bauwens                    |
|         | 1807 - 1815  | Jan Baptist de Ram               |
|         | 1815 - 1842  | Dominicus Cornelis               |
|         | 1843 - 1848  | Karel Pieter Jozef Le Grelle     |
|         | 1848 - 1860  | Jan Baptiste Lambrechts          |
|         | 1861 - 1863  | Paul Augustijnen                 |
|         | 1864 - 1873  | Joannes Cornelius de Rest        |
|         | 1873 - 1878  | Karel Pieter Jozef Le Grelle     |
|         | 1878 - 1887  | Jan Baptiste Eduard Lambrechts   |
|         | 1888 - 1895  | Louis Rijmenants                 |
|         | 1896 - 1921  | Jan Ferdinand Florent Lambrechts |
|         | 1921 - 1927  | Jozef De Schutter                |
|         | 1927 - 1941  | Jules Lambrechts                 |
|         | 1941 - 1944  | Jules Croonen                    |
|         | 1944 - 1958  | Jules Lambrechts                 |
|         | 1959 - 1963  | Jozef Lambrechts                 |
|         | 1963 - 1965  | Frans Van Hove                   |
|         | 1965 - 1970  | Albert Lambrechts                |
|         | 1971 - 1994  | Jos Houben (BSP / SP)            |
|         | 1995 - 2006  | André Martens (CVP / CD&V)       |
|         | 2007 - heden | Walter Horemans (CD&V)           |

#### Legislatuur 2013 – 2018
In tegenstelling tot elders in Vlaanderen hield het Valentijnskartel stand in de gemeente en trokken CD&V en N-VA samen naar de verkiezingen van 2012. Lijsttrekker was zittend burgemeester Walter Horemans (CD&V). Voor de andere partijen waren dit respectievelijk Koen Kerremans (Groen), Dirk Aras (Vlaams Belang), Christiane Dockx (Open Vld) en Jef Daems voor VU-ID-erfgenaam SamBA (Samen Berlaar Anders). Voor sp.a ten slotte was Lies Ceulemans lijsttrekster.
Het kartel N-VA-CD&V behaalde een absolute meerderheid met 48,88% van de stemmen. (+10,41%). Daarnaast mocht Groen - dat zijn stemmen zag vermeerderen met 2,81% tot 10,01% - zich tot de winnaars van verkiezingen rekenen. SamBA bleef nagenoeg status quo (−0,51%) Alle andere partijen moesten in meerdere of mindere mate een verlies slikken. Grootste verliezers waren Vlaams Belang met een verlies van 5,98% (9,58%, - 2 raadsleden) en sp.a met een verlies van 4,62% (13,56%, een raadslid minder). Open Vld ten slotte boekte een verlies van 2,08% (4,89%) en verloor zijn enige vertegenwoordiger in de gemeenteraad.
Walter Horemans verlengde zijn ambt als burgemeester met een coalitie bestaande uit CD&V & N-VA. Deze coalitie had een meerderheid met 13 op 21 zetels.

#### Legislatuur 2019 - 2024
Burgemeester was Walter Horemans (CD&V). Eerste schepen was Jan Hendrickx (N-VA), voorts was het schepencollege samengesteld uit Stefaan Lambrechts, Suzy Put en Willy Beullens (allen CD&V). OCMW-voorzitster is Nadine Boekaerts (N-VA).
Voorts zetelden in de gemeenteraad Ingeborg Van Hoof, Guy Staes, Nathan Rijnders, Geert Fierens (allen CD&V), Thomas Wellens, Hanne Cuypers, Miguel Vissers (allen N-VA), Rudy Nuyens, Liesbeth Ceulemans, (beide Vooruit - Kartel BHG), Koen Kerremans, Brend Van Ransbeeck (beide Groen), Wim Kelber (SamBA - Kartel BHG), Giel Van de Zande (Open VLD - Kartel BHG), Dirk Arras en Werner Van den Broeck (beide Vlaams Belang).

#### Legislatuur 2024 - 2030
Burgemeester bleef Walter Horemans (CD&V). Hij vormde een coalitie met de lokale partij Ons Dorp, die samen met CD&V over een meerderheid van 12 op 23 zetels. Het schepencollege werd samengesteld uit Wim Soons, Stefan Lambrechts en Ann Van Loock (allen CD&V) en Jef Daems en Adela Janssens (beiden Ons Dorp). 
De gemeenteraad bestond verder uit Willy Beullens, Geert Fierens, Kris Martlé, Karolien Goris en Victor Van Loock (allen CD&V), Nadine Boekaerts, Simon Spits, Adriaan Jans, Kevin Van den Wyngaert, Karl De Ceuster, Didier Toussaint en Philip Dillen (allen N-VA), Dirk Aras, Eric Stuy en Maddy De Reyck (allen Vlaams Belang), Mit Roothooft (Ons Dorp) en Cathy Rousseau (Groen Toekomst 2590).

#### Resultaten gemeenteraadsverkiezingen sinds 1976
| Partij of kartel     | Partij of kartel                              | 10-10-1976 | 10-10-1976 | 10-10-1982 | 10-10-1982 | 9-10-1988 | 9-10-1988 | 9-10-1994 | 9-10-1994 | 8-10-2000 | 8-10-2000 | 8-10-2006 | 8-10-2006 | 14-10-2012 | 14-10-2012 | 14-10-2018 | 14-10-2018 | 13-10-2024 | 13-10-2024 |
| Stemmen / Zetels     | Stemmen / Zetels                              | %          | 21         | %          | 21         | %         | 21        | %         | 21        | %         | 21        | %         | 21        | %          | 21         | %          | 21         | %          | 23         |
| -------------------- | --------------------------------------------- | ---------- | ---------- | ---------- | ---------- | --------- | --------- | --------- | --------- | --------- | --------- | --------- | --------- | ---------- | ---------- | ---------- | ---------- | ---------- | ---------- |
|                      | Agalev1/ Groen!2/ Groen3/ Groen Toekomst25904 | -          |            | -          |            | 4,041     | 0         | -         |           | -         |           | 7,202     | 1         | 10,013     | 2          | 14,33      | 2          | 8,24       | 1          |
|                      | SP1/ sp.a2/ Kartel BHGB/ Vooruit3             | 31,921     | 7          | 35,241     | 9          | 29,521    | 7         | 26,141    | 6         | 18,311    | 4         | 18,182    | 4         | 13,562     | 3          | 19,6B      | 4          | 4,93       | 0          |
|                      | PVV1/ VLD2/ Open Vld3/ Kartel BHGB            | -          |            | 6,871      | 0          | 5,91      | 0         | 13,582    | 2         | 15,212    | 3         | 6,972     | 1         | 4,893      | 0          | 19,6B      | 4          | -          |            |
|                      | SamBA1/ Kartel BHGB                           | -          |            | -          |            | -         |           | -         |           | -         |           | 13,601    | 2         | 13,091     | 2          | 19,6B      | 4          | -          |            |
|                      | Ons Dorp                                      | -          |            | -          |            | -         |           | -         |           | -         |           | -         |           | -          |            | -          |            | 13,7       | 3          |
|                      | CVP1/ CD&V+N-VAA/ CD&V2                       | 27,191     | 6          | 26,251     | 6          | 23,591    | 6         | 30,681    | 8         | 36,941    | 9         | 38,45A    | 10        | 48,86A     | 13         | 33,32      | 8          | 33,42      | 9          |
|                      | VU1/ VU&ID2 / CD&V+N-VAA/ N-VA3               | 9,741      | 1          | 12,891     | 2          | 17,661    | 4         | 21,421    | 5         | 20,012    | 4         | 38,45A    | 10        | 48,86A     | 13         | 21,63      | 5          | 25,03      | 7          |
|                      | Vlaams Blok1/ Vlaams Belang2                  | -          |            | -          |            | 1,861     | 0         | 5,391     | 0         | 9,531     | 1         | 15,602    | 3         | 9,582      | 1          | 11,12      | 2          | 14,82      | 3          |
|                      | W.O.W.                                        | -          |            | -          |            | -         |           | 2,78      | 0         | -         |           | -         |           | -          |            | -          |            | -          |            |
|                      | Lambrechts1/ BVP2                             | 31,151     | 7          | 18,762     | 4          | 17,422    | 4         | -         |           | -         |           | -         |           | -          |            | -          |            | -          |            |
| Totaal stemmen       | Totaal stemmen                                | 6899       | 6899       | 7114       | 7114       | 7351      | 7351      | 7351      | 7351      | 7642      | 7642      | 7876      | 7876      | 7859       | 7859       | 8563       | 8563       | 6035       | 6035       |
| Opkomst %            | Opkomst %                                     |            |            |            |            | 95,16     | 95,16     | 94,17     | 94,17     | 93,97     | 93,97     |           |           | 93,25      | 93,25      | 94,1       | 94,1       | 64,6       | 64,6       |
| Blanco en ongeldig % | Blanco en ongeldig %                          | 2,09       | 2,09       | 3,18       | 3,18       | 3,41      | 3,41      | 4,15      | 4,15      | 3,36      | 3,36      | 3,1       | 3,1       | 3,6        | 3,6        | 4,1        | 4,1        | 0,8        | 0,8        |

De rode cijfers naast de gegevens duiden aan onder welke naam de partijen telkens bij een verkiezing opkwamen.

De zetels van de gevormde coalitie staan vetjes weergegeven. De grootste partij is in kleur.

## Cultuur

### Evenementen
- Quondam, middeleeuws spektakel met steekspelen en demonstraties, op het domein van het Hooghuys, in de winter en de zomer.

### Streekproducten
- Super Balder, een lokaal bier
- Beer Van Balder, een feestbier van de oudste nog actieve vereniging van Berlaar, de Koninklijke Fanfare Ste Cecilia. Ter gelegenheid van hun 160-jarig bestaan in 2021 besloot de fanfare een feestbier uit te brengen in samenwerking met 't Hofbrouwerijke uit Beerzel. Door het grote succes werd besloten om dit bier ook na het feestjaar nog aan te bieden.

## Onderwijs
De gemeente biedt op twee locaties gemeentelijk onderwijs aan in de Gemeentelijke Basisschool.
Naast de gemeenteschool telt Berlaar ook een aantal scholen van het gemeenschapsonderwijs en van het katholieke net.
- Gemeentelijke Basisschool
- Basisschool De Lotusbloem
- Gesubsidieerde Vrije Basisschool
- De Balderschool
- Instituut Heilig Hart van Maria (secundair)
- Stedelijke Academie voor Muziek, Woord en Dans (afdeling Berlaar)

## Sport
Voormalige voetbalclub KFC Rita Berlaar speelde verscheidene jaren in de Belgische nationale reeksen, tot de club in 2000 verdween. Als nieuwe club werd toen SK Berlaar opgericht.
Sinds het seizoen 2010-2011 speelde er ook enkele jaren een Berlaarse club in de hoogste reeks van het Belgische tafeltennis, de Superdivisie. Tafeltennisclub Dylan Berlaar knokte zich met voornamelijk eigen jeugdspelers naar de Belgische top. Ter ere van de promotie werd zelfs een oud Berlaars bier, de Super Balder, opnieuw tot leven gewekt. In het seizoen 2013-2014 kwam Dylan Berlaar voor de derde keer in vier jaar uit in Superdivisie. De ploeg kon de degradatie niet vermijden en speelt sindsdien als subtopper in Eerste Nationale.

## Bekende inwoners

### Geboren
- Jules Lambrechts (1882-1959), brouwer en politicus
- Jos Houben (1919-2018), syndicalist en politicus
- Walter Luyten (1934-2008), politicus en historicus

### Bewoners
Bekende personen die in Berlaar wonen of woonden, of een andere significante band met de gemeente hebben:
- Pieter Van Dale, stichtte in 1569 het College Van Dale te Leuven
- Nicolaas Rubens, zoon van Peter Paul Rubens en heer van Ramay (Rameyen)[9]
- Willem K.G. de Merode, laatste grondheer van Berlaar
- Constant Verhulst, koster van Berlaar en componist van 'Te Lourdes op de bergen'
- Ernest Van Dijck (1861-1923), operazanger
- Joseph Lambrechts (1918-1963), politicus
- Jules Croonen (1904), politicus
- Placide Tempels (1906-1977), missionaris en auteur van het invloedrijke boek Bantoe-filosofie
- Albert Lambrechts, politicus
- André Martens, politicus
- Walter Horemans (1961), politicus
- Myriam Bronzwaar (1965), actrice
- Nick Nuyens (1980), wielrenner
- Laura Omloop (1999), zangeres

## Nabijgelegen kernen
Gestel, Koningshooikt, Lier, Bevel, Berlaar-Heikant, Herenthout, Itegem
Aartselaar · Antwerpen · Arendonk · Baarle-Hertog · Balen · Beerse · Berlaar · Boechout · Bonheiden · Boom · Bornem · Brasschaat · Brecht · Dessel · Duffel · Edegem · Essen · Geel · Grobbendonk · Heist-op-den-Berg · Hemiksem · Herentals · Herenthout · Herselt · Hoogstraten · Hove · Hulshout · Kalmthout · Kapellen · Kasterlee · Kontich · Laakdal · Lier · Lille · Lint · Malle · Mechelen · Meerhout · Merksplas · Mol · Mortsel · Niel · Nijlen · Olen · Oud-Turnhout · Putte · Puurs-Sint-Amands · Ranst · Ravels · Retie · Rijkevorsel · Rumst · Schelle · Schilde · Schoten · Sint-Katelijne-Waver · Stabroek · Turnhout · Vorselaar · Vosselaar · Westerlo · Wijnegem · Willebroek · Wommelgem · Wuustwezel · Zandhoven · Zoersel

België: Provincies · Gemeenten